# Fundura (Santa Catarina)
Fundura es una localidad caboverdiana del municipio de Santa Catarina.

## Geografía
La localidad está situada en la isla de Santiago.

## Organización territorial
La localidad abarca los lugares y barrios de:
- Achada Baixo
- Achada Belbel
- Cavaleiro
- Chão de Lagoa
- Mato Fundura
- Pizarra
- Sarradona (Terron)
- Taberna